# Staurogyne kamerunensis
Staurogyne kamerunensis är en akantusväxtart. Staurogyne kamerunensis ingår i släktet Staurogyne och familjen akantusväxter.

## Underarter
Arten delas in i följande underarter:
- S. k. calabarensis
- S. k. kamerunensis